# Китой
Кито́й (бур. Хүти гол) — река в Бурятии и Иркутской области России, левый приток Ангары.
По реке получила название ранненеолитическая китойская культура.

## Общая характеристика
Длина — 316 км, площадь бассейна — 9190 км². Образуется от слияния двух рек — Самарты и Улзыты, берущих начало на возвышенности Нуху-Дабан вблизи истоков Иркута. В Китой впадает 2009 рек и речек общей протяжённостью 5332 км.
Лёд на реке устанавливается во второй половине октября и сходит только в конце апреля — начале мая. Продолжительность ледостава 80—126 суток.
| Средний расход воды (м³/с) реки Китой по месяцам и за год с 1947 по 1990 гг. (замеры производились на гидрологическом посту в районе д. Китой, в 12 км от устья) |

## Происхождение названия
По мнению М. Н. Мельхеева название реки связано с древними племенами кетов (хетов). По местной легенде название реки означает «Волчья пасть» на тофаларском или тунгусском наречии.

## Населённые пункты
Самый крупный населённый пункт на Китое город Ангарск стоит близ места впадения реки в Ангару.
Самый верхний населённый пункт — метеостанция Дабады на левом берегу; на 60 км ниже — посёлок Октябрьский, ещё ниже — село Раздолье (напротив в устье Черемшанки стоит посёлок Большая Черемшанка. В самых верховьях Китоя, в Окинском районе Бурятии, на берегу реки Самарты, дающей при слиянии с рекой Улзыта начало Китою, находится посёлок золотоискателей Самарта.

## Основные притоки
Указаны притоки длиной более 50 км.
| Название           | Расстояние от устья | Длина | Положение |
| ------------------ | ------------------- | ----- | --------- |
| Целота             | 27                  | 52    | левый     |
| Ода                | 37                  | 67    | правый    |
| Тойсук             | 78                  | 101   | правый    |
| Большая Черемшанка | 94                  | 52    | правый    |

## Туризм и спорт
Сплав по Китою сложен, некоторые препятствия относятся к высшей категории сложности.
Легендарным для многих спортсменов-водников стал каскад порогов Моткины Щёки (Мотькины щеки). Прохождение их вполне возможно, однако требует хорошей квалификации и надёжного прогноза погоды, иначе при подъёме воды многие пороги становятся практически непроходимыми, а пути обноса или выхода с маршрута — недоступными. В августе 2003 года при сплаве по реке погиб опытный турист М. И. Болгар.
Из достопримечательностей можно отметить т. н. Китойские пещеры, расположенные на левом берегу, примерно посередине между п. Октябрьский и с. Раздолье. Самой живописной из них является пещера Козий двор, которая представляет собой огромный провал. По легенде волки загоняли коз к краю обрыва, а затем подбирали трупы упавших в провал животных. Действительно, и сейчас ещё внизу Козьего двора можно найти черепа косуль.

## Экономика
В долине реки Китой развита охота на пушного зверя (соболь, куница, белка и др.), а также на косулю (местные жители чаще называют её просто «коза») и изюбря. Местные жители собирают и заготавливают ягоды — черника, брусника, голубица, жимолость, облепиха (особенно по берегам Китоя) и др.; грибы — рыжики, маслята, опята, грузди; а также черемшу (подвид дикого чеснока, идёт в салаты в свежем виде либо в засолку).
В долине Китоя разрабатывается несколько месторождений россыпного золота. Кроме этого, достаточно активно ведётся рубка лесов, в основном сосны и березы. В меньших объёмах добывается кедр, осина и лиственница.
В середине XX века Китой активно использовался как транспортная магистраль для сплава леса. Сплав осуществлялся без участия людей, иногда массово, иногда в пакетах. Конечным пунктом сплава леса являлся лесообрабатывающий комбинат «Китойлес». К концу XX века сплав был признан нерентабельным и наносящим ущерб экологии, поэтому был прекращён, а переработка леса на мощностях «Китойлеса» упала до минимума.

## Мосты
Существует 7 мостов через Китой:
- пешеходный в посёлке Раздолье на посёлок Большая Черемшанка;
- т. н. «Новый мост» в четыре полосы по маршруту федеральной автомагистрали Р255 «Сибирь» чуть ниже устья реки Оды. Был возведен в 1989—1992 годах;
- «Старый мост» в две полосы по маршруту старого Московского тракта. Сдан в эксплуатацию в 1961 году, строительство заняло 7 лет;
- мост, соединяющий деревню Старая Ясачная и остров Ясачный;
- 3 железнодорожных моста Транссибирской магистрали.

Санкционированных ледовых переправ через Китой нет.